# Alosen

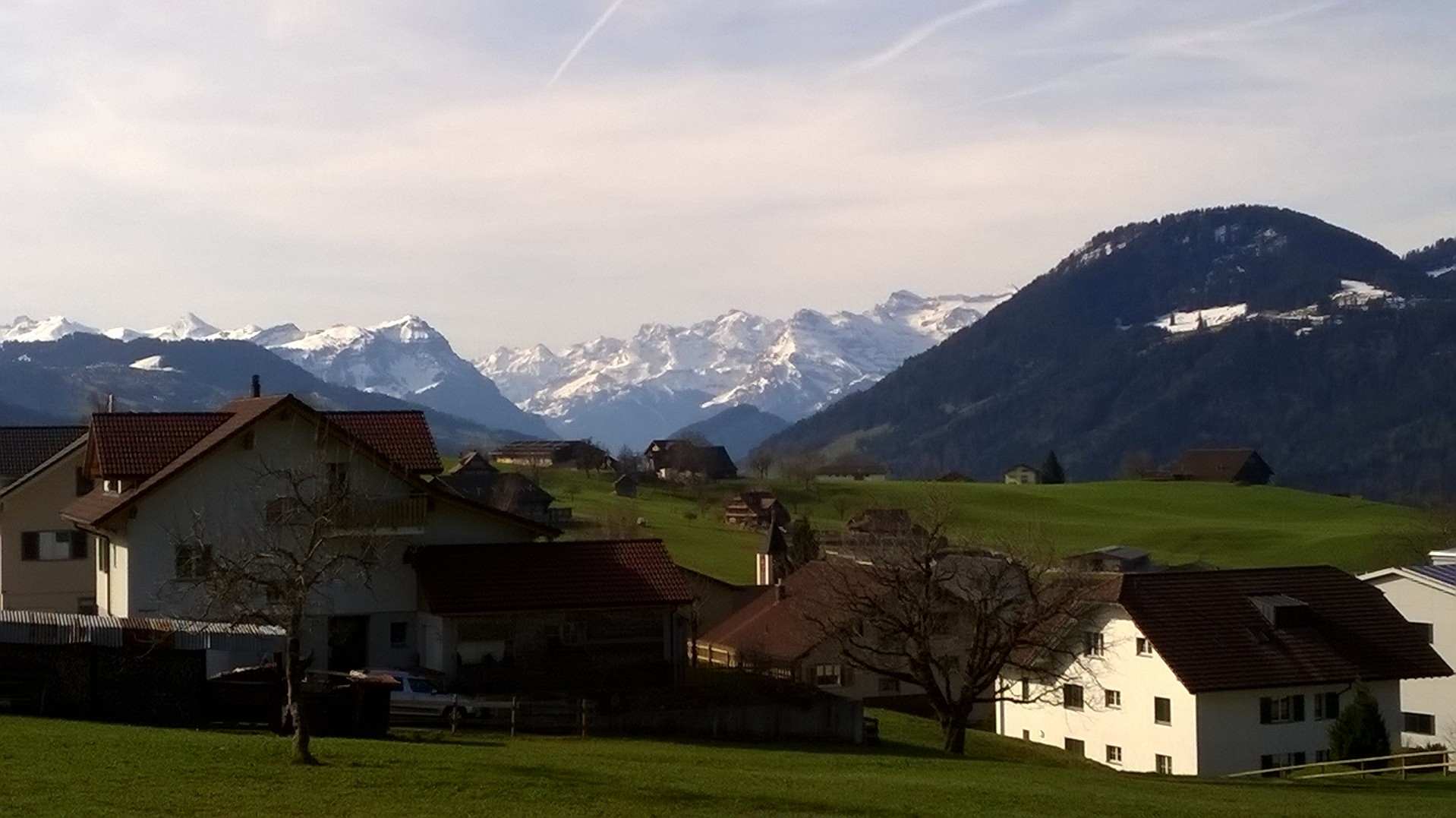
Blick auf Alosen und einige Zentralschweizer Berge

Alosen ist ein Dorf in der politischen Gemeinde Oberägeri im Schweizer Kanton Zug mit etwa 1000 Einwohnern. Es liegt an der Hauptstrasse von Oberägeri nach Biberbrugg über den Ratenpass. Mit dem öffentlichen Verkehr kann man Alosen mit der Buslinie 610 (Oberägeri-Alosen-Raten) der Zugerland Verkehrsbetriebe erreichen.
Alosen verfügt über eine Dorfkäserei (Dorfchäsi Ott), ein Restaurant (Raten) und eine Autogarage. Weitere Betriebe sind eine Fertighaus-Firma, eine Fensterfabrik und die Landmaschinen-Garage Iten. Daneben ist die Landwirtschaft ein wichtiger Faktor für die Wirtschaft von Alosen. Touristisch bedeutsam ist die Lage von Alosen im Wandergebiet der Region Raten-Gottschalkenberg.

Historisches Luftbild aus 500 m von Walter Mittelholzer von 1923